# طاق ده‌تا ناخهری
طاق دَه تا ناخهری یک بنای تاریخی مربوط به دوره تیموری-قاجاریه است و در آبادی ناخهری، بخش مرکزی، شهرستان بستک، استان هرمزگان واقع شده‌است. این اثر در تاریخ ۲۴ اسفند ۱۳۸۴ با شمارهٔ ثبت ۱۵۳۶۲ به‌عنوان یکی از آثار ملی ایران به ثبت رسیده‌است.